# 로버트 라우션버그

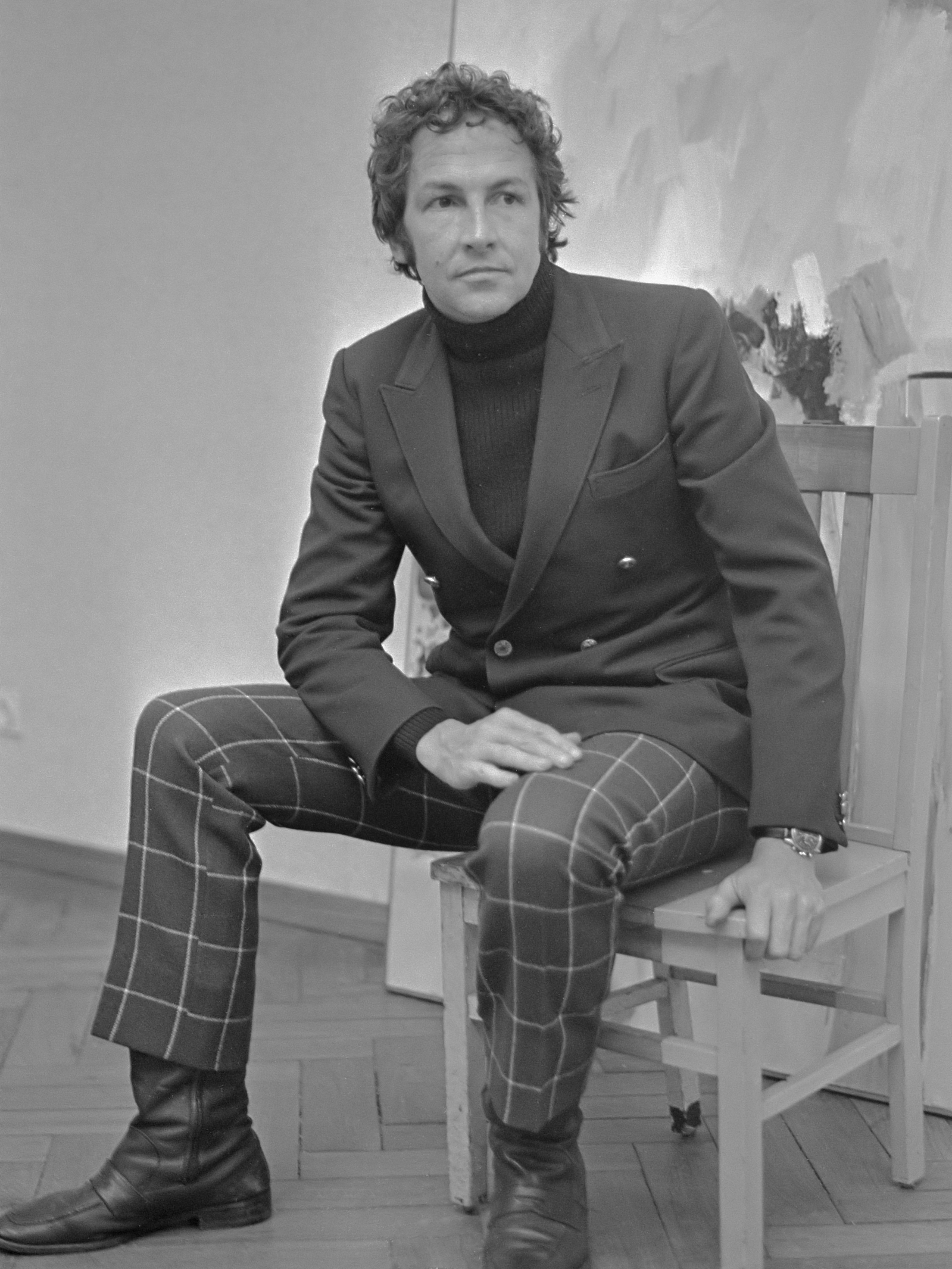

로버트 라우션버그(Robert Rauschenberg, 1925년 10월 22일 ~ 2008년 5월 12일)는 미국의 화가, 그래픽 아티스트이다.
텍사스주에서 출생하였다. 해군에서 복무를 마치고 파리의 아카데미 쥐리앙에서 회화를 배웠다. 1948년 다시 노스캐롤라이나의 조지프 앨버스가 경영하는 학교에서 공부를 했고 그 앨버스가 주창한 백(白) 일색(一色)의 회화, 즉 화이트 페인팅은 그에게 다대한 영향을 끼쳤다. 그는 이 화이트 페인팅에 금속·천·종이 또는 이미 만들어진 물질을 넣음으로써 실재의 세계를 보는 사람에게 강하고 선명하게 인상지으려고 하였다. 이것은 비(非)에스테틱한 성격에 있어서는 제1차 세계대전 중에서 전후에 걸쳐 일어난 다다이슴 운동을 상기케 한다.
그는 사물을 이미지에 종속시키지 않고 반대로 사물을 화면에 도입함으로써 이미지를 파괴하고 혼란시켜서 때로는 넌센스, 또는 역설적으로 현실인식의 다른 길을 내보여 주고 있다.
라우션버그는 뉴욕시와 플로리다주 캡티바섬에서 거주하며 일하다가 2008년 5월 12일에 심장 질환으로 사망하였다.